# 张忠民
张忠民（1963年—），贵州镇宁人，汉族，中华人民共和国政治人物、第十二届全国人民代表大会贵州地区代表。
毕业于华西医科大学临床医学专业。加入九三学社。2013年，担任全国人大代表。